# Tanychela pilosa
Tanychela pilosa är en stekelart som beskrevs av Dasch 1979. Tanychela pilosa ingår i släktet Tanychela och familjen brokparasitsteklar. Inga underarter finns listade i Catalogue of Life.